# Het Beijersche
Het Beijersche település (szomszédság, buurtschap) Hollandiában, Dél-Holland tartományban. 2015. január 1-től az összevonásokkal létrehozott új Krimpenerwaard községhez (önkormányzathoz) tartozik. Goudától 4 km-re fekszik délre. A Het Beijersche statisztikai területen mintegy 100 házban körülbelül 350 lakos él.

## Története
A szomszédság létezéséről már a 14. századból vannak adatok. Nevét a környéken előforduló más helynevekkel (kiserdő, út) együtt valószínűleg egy Beyer vagy Beierd nevű személyről kapta.
2014 végéig területe megosztva két szomszédos községhez, (Bergambacht és Vlist) tartozott. Ezeket több más korábbi önkormányzattal együtt 2015-től Krimpenerwaard községben egyesítették.

## Egyesületek, vállalkozások

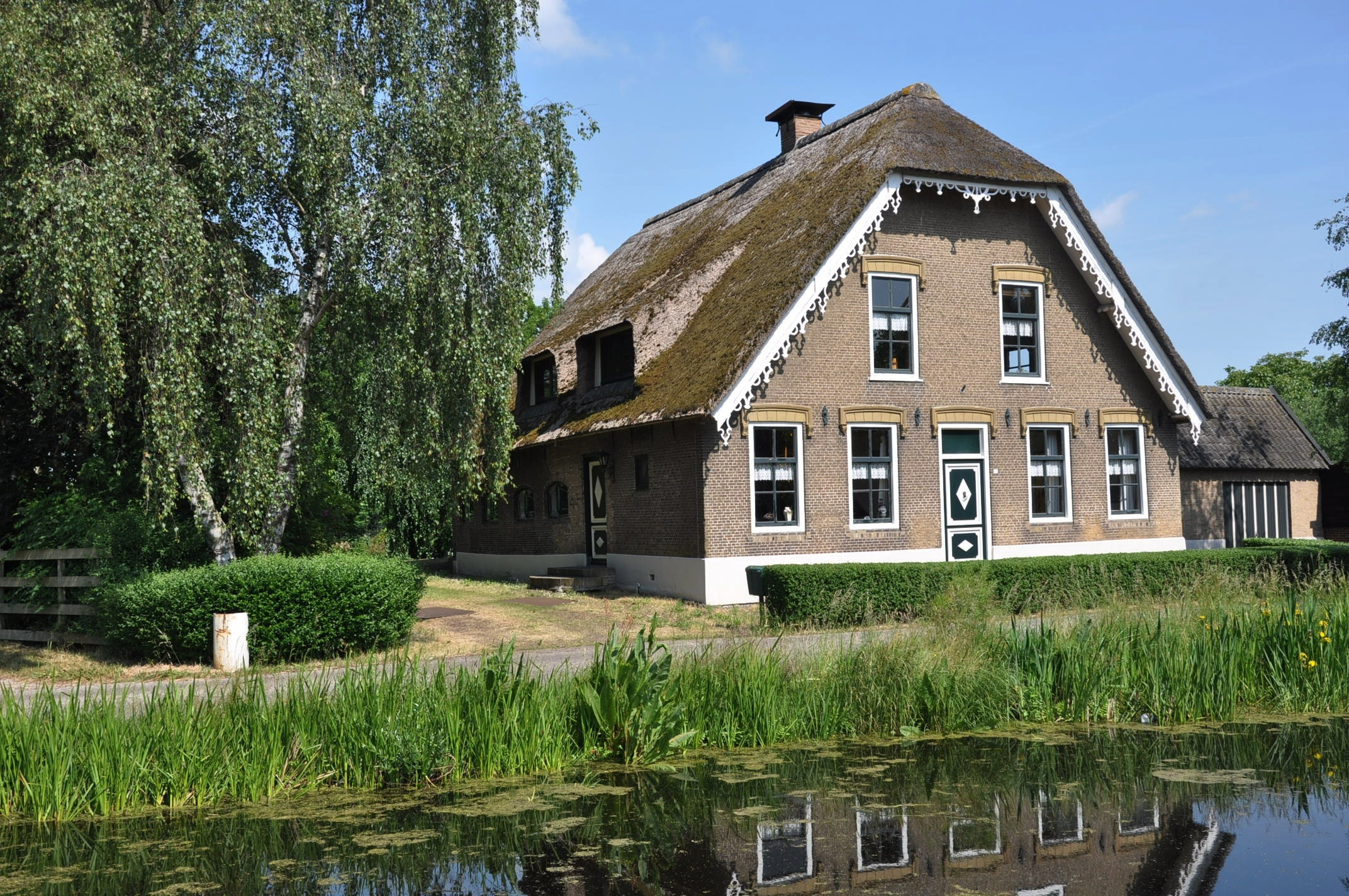
Farm, Het Beijersche.

A terület lakói két egyesületet, a jégklubot (IJsclub) és a Margit hercegnőről elnevezett „Oranjevereniging”-et tartanak fenn.
A lakosság kisvállalkozásokat, mezőgazdasági üzemeket működtet. Egy szobrász is él a településen.

## Háztartások száma
Het Beijersche háztartásainak száma az elmúlt években az alábbi módon változott:

## Fordítás
- Ez a szócikk részben vagy egészben a 't Beijersche című holland Wikipédia-szócikk ezen változatának fordításán alapul.  Az eredeti cikk szerkesztőit annak laptörténete sorolja fel. Ez a jelzés csupán a megfogalmazás eredetét és a szerzői jogokat jelzi, nem szolgál a cikkben szereplő információk forrásmegjelöléseként.